# François-Paul Alibert
Pour les articles homonymes, voir Alibert.
François-Paul Alibert, né à Carcassonne le 18 mars 1873 et mort le 23 juin 1953 dans cette même ville, est un poète, écrivain et journaliste français. Proche des poètes du renouveau néoclassique à l'aube du XXe siècle, il se réclamait de l'École romane et de Jean Moréas.

## Biographie

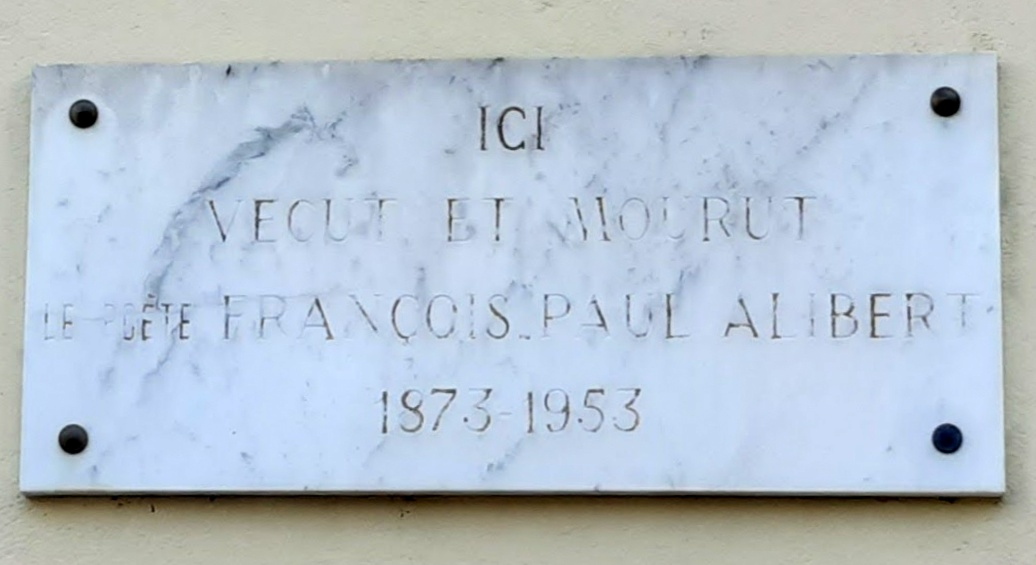
Plaque visible sur la maison de François-Paul Alibert, rue Andrieu à Carcassonne.

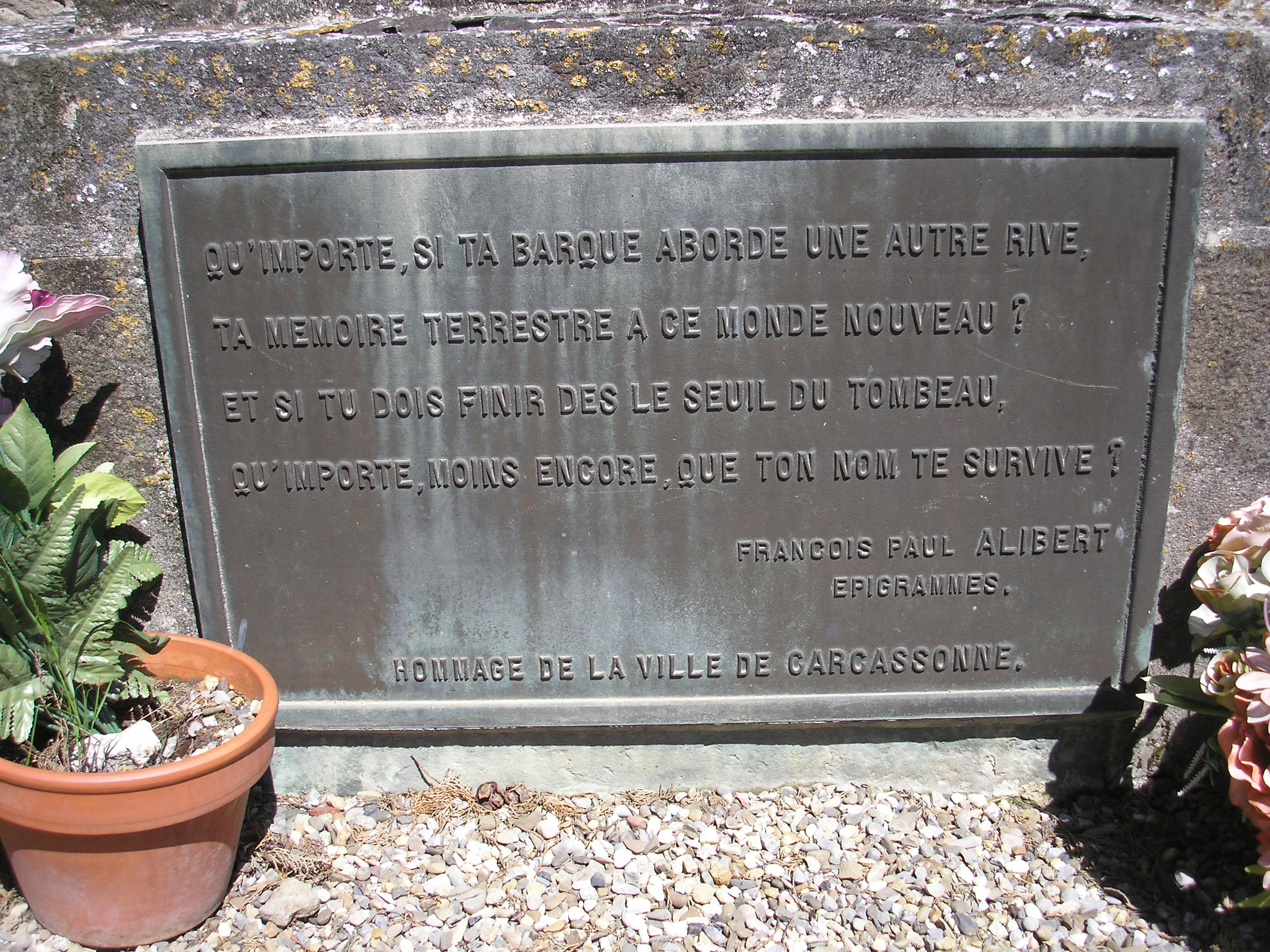
Plaque visible sur la tombe de François-Paul Alibert au cimetière du hameau de Greyzes-Herminis à Carcassonne.

Né à Carcassonne, il y passe toute sa vie, employé de bureau à la mairie de la ville, bien qu’il ait au fil du temps noué des relations avec de nombreux écrivains et membres des milieux littéraires parisiens.
Il collabore à la Revue critique des idées et des livres de Jean Rivain et Eugène Marsan. Ami et correspondant d'André Gide, il publie sans interruption une quarantaine de recueils poétiques, d'inspiration classique, entre Jean Moréas et Paul Valéry, pour la plupart tombés aujourd'hui dans l'oubli[C'est-à-dire ?]. Néanmoins, ils sont loués par Henri Clouard, qui écrit que François-Paul Alibert y « chante les thèmes éternels de l'amour et de la mort, et son chant, nourri de sa terre natale, monte dans le ciel humain de la pensée. C'est un chant parfaitement païen. Alibert voulait assurer à l'âme de grands bonheurs, et il s'y efforça dans les limites d'une sagesse fondée sur deux principes : d'une part, ne pas consentir à mutiler l'être, c'est-à-dire ne reconnaître de véritable satisfaction même très haute qui ne soit de l'âme et du corps tout ensemble ; d'autre part, maintenir le sens général d'une hiérarchie. »
En 1907, il fait un voyage en automobile avec ses amis André Gide et Eugène Rouart, vers le Gers et les Landes. Les textes et poésies qu’il écrit sont publiés dans la NRF du 1er mars 1909 en ouverture de la revue. Puis en 1913, il voyage en Italie avec André Gide et Henri Ghéon, périple dont il publie ensuite le Journal.
Avec ses amis Joë Bousquet, Ferdinand Alquié, Claude-Louis Estève et René Nelli, il fonde en 1928 la revue Chantiers.
Directeur du Théâtre antique de  Carcassonne, le poète y avait fait représenter une Nausicaa et diverses adaptations d'Euripide dont il était l'auteur.
François-Paul Alibert est enterré à Carcassonne, sa ville natale, au cimetière du hameau de Grèzes-Herminis, qui l'honore d'une rue à son nom depuis 1955 ,,.

## Des romans érotiques
Un premier roman érotique, paru anonymement et clandestinement en 1931 (tiré à 95 exemplaires), Le Supplice d'une queue, lui fut attribué en 1945. Dans sa notice sur l'ouvrage, dans Les Livres de l'Enfer, Pascal Pia précise que ce court roman sur l'homosexualité masculine a été publié par le célèbre éditeur d'ouvrages érotiques René Bonnel, et que c'est « à l'instigation de Gide, [qu']un libraire parisien, Roland Saucier, directeur de la Librairie Gallimard boulevard Raspail, se chargea de transmettre le manuscrit d'Alibert à René Bonnel, qui consentit à l'éditer, et en demanda le frontispice au peintre et graveur catalan Pere Créixams. » Le livre reparaît officiellement pour la première fois en 1991, préfacé par Hugo Marsan qui écrit que « ce roman est audacieux parce qu'il affirme qu'au travers de l'extase sexuelle le bonheur est possible entre deux hommes ». C'est en effet un livre sur la solitude du désir, mais aussi un roman heureux de l'amour homosexuel, contant l'histoire érotique et amoureuse d'Albert et d'Armand, dans une sexualité grandiose et épanouie, dès leur première rencontre, ce dernier étant doté d'un « sexe triomphal », « infirmité physique par hypertrophie, précise Jean-Jacques Pauvert, dont certains exemples ont fait l'objet d'études médicales et psycho-sexuelles » : un « sexe monstrueux, où toute la gloire de la terre et du ciel s'enroulait ».
L'analysant, Annie Le Brun tient Le Supplice d'une queue comme « un des trois ou quatre grands romans du désir », elle y lit cette fois-ci une grande « noblesse d'amour », à l'opposé de « l'actuelle et pléthorique production “érotique” » qu'on pourrait regrouper dans « une même collection intitulée “Beaucoup de baise pour rien” ». Au-delà de la passion incestueuse que rapporte le livre, un des deux garçons de l'histoire rapportant comment son père l'a initié à l'amour, Annie Le Brun considère ce livre comme un témoignage de « l'amour fou », car « c'est aux confins mortels du plus grand désir que se vivent ces passions. »
Le manuscrit d'un deuxième roman érotique à caractère homosexuel, intitulé Le Fils de Loth, est paru en 2002, préfacé par Didier Eribon.
Un troisième roman, Une Couronne de pines, a été imprimé clandestinement peu après 1931, là encore transmis via Roland Saucier à un éditeur resté anonyme, mais l'édition en fut détruite par la police ; il en resterait un seul et unique jeu d'épreuves.

## Œuvre

### Principales publications
- Terre d'Aude, 1906
- L'Arbre qui saigne : poèmes, Carcassonne, Servière & Patau, 1907.
- Le Buisson ardent, Paris, Bibliothèque de l'Occident, 1912.
- La Complainte du cyprès blessé, poèmes, 1920
- Le Deuil des muses, prologue en un acte, en vers, en hommage à Lionel des Rieux et aux écrivains morts pour la France, Orange, Théâtre antique, 1er août 1921
- Marsyas, ou la Justice d'Apollon, drame satyrique en 3 actes et un prologue, 1922
- Odes, avec un portrait de l'auteur gravé au burin par Jean Émile Laboureur, Paris, Éd. de la Nouvelle revue française, 1922.
- La Leçon tragique d'Orange, 1923
- Églogues, poèmes, 1923
- Élégies romaines, avec un portrait de l'auteur par Jean Aubert, Paris, Éd. de la Nouvelle Revue française, 1923.
- François-Paul Alibert : Poèmes ; In La Revue universelle. Tome XIV, 1er Juillet 1923, Jacques Bainville, directeur.
- François-Paul Alibert : Le Laurier du Forum ; In La Revue universelle. Tome XV, 1er Octobre 1923, Jacques Bainville, directeur.
- Le Cantique sur la colline, Paris, À la Cité des livres, 1924.
- Poèmes, 1924
- François-Paul Alibert et Jean Hervé, Les Dioscures, Hommage aux frères Mounet, Prologue récité devant le Mur d'Orange le 1er août 1925 par les artistes de la Comédie-Française, Carcassonne, Pierre Polère, 1925.
- La Guirlande lyrique, Paris, Librairie Garnier Frères, 1925.
- Charles Bordes à Maguelonne, vignettes de Jos Jullien, Saint-Félicien-en-Vivarais, Au Pigeonnier, 1926.
- Le Chemin sur la mer, suivi de Fenêtre et de Sulamite, 1926
- Les Jardins de Salluste, 1927
- La Couronne de romarin, 1927
- La Prairie aux narcisses, orné d'un frontispice de Manolo, Marseille, Les Cahiers du Sud, 1927.
- La Renaissance de la tragédie, 1928
- Les Amants de Ravenne, drame en quatre actes et neuf tableaux en prose, avec un prologue et un épilogue d'après la Divine Comédie, musique de scène de Michel Mir, créé à Carcassonne, Théâtre Antique de la Cité, 14 juillet 1929, et publié à Carcassonne, Gabelle, 1929.
- Paris couleur de Temps, 1929
- Les plus beaux poèmes de François-Paul Alibert, préface d'André Thérive, 1929
- Le Cycle de Shakespeare au Théâtre de la Cité, 1930
- En marge d'André Gide, 1930
- Pierre Puget, Paris, Les Éditions Rieder, 1930.
- La Plainte de Calypso, suivie de la Complainte du cyprès blessé, 1931
- Le Supplice d'une queue (publié anonymement et clandestinement), René Bonnel, avec un frontispice de Pere Créixams, 1931 (tiré à 95 exemplaires)
- Le Cyclope, drame satyrique en 1 acte, adapté d'Euripide, Carcassonne, Théâtre Antique de la Cité, 13 juillet 1932
- Épigrammes, 1932
- Dissonances, 1935
- Mirages, Paris, R. A. Corréa, 1936.
- Le Collier d'aiguilles de pin, 1936
- Nouvelles Épigrammes, 1937
- Vieilles chansons du jeune temps, 1938
- Terre qui as bu le sang, Carcassonne, Gabelle, 1939.
- La Prairie aux colchiques : poèmes, Tours, Arrault, 1944.
- Le Colloque spirituel, 1948
- La Chanson du saule au platane : poèmes, Paris, Points et contrepoints, 1951.

### Publications posthumes
- Correspondance avec André Gide : 1907-1950, édition établie, présentée et annotée par Claude Martin, Lyon, Presses universitaires de Lyon, 1982
- En Italie avec André Gide : impressions d'Italie, 1913, voyage avec Gide, Ghéon et Rouart, texte inédit présenté et annoté par Daniel Moutote, Lyon, Presses universitaires de Lyon, 1983
- Le Supplice d'une queue (publié anonymement et clandestinement en 1931 par René Bonnel), précédé de Le Jeu de l'amour et de la nécessité par Hugo Marsan, Paris, Ramsay / Jean-Jacques Pauvert, 1991 ; Paris, la Musardine, 2002
- Le Fils de Loth, présentation par Emmanuel Pierrat, préface par Didier Eribon, Paris, la Musardine, 2002

## Pour approfondir